# Kalma (Estland)
Kalma is een plaats in de Estlandse gemeente Saaremaa, provincie Saaremaa. De plaats heeft de status van dorp (Estisch: küla).
Tot in oktober 2017 lag de plaats in de gemeente Orissaare. In die maand ging Orissaare op in de fusiegemeente Saaremaa.

## Bevolking
Het dorp had 11 inwoners op 31 december 2011 en 13 inwoners op 31 december 2021.

## Geschiedenis
Kalma ontstond pas rond 1900 als nederzetting op het landgoed van Tumala.
In 1977 werd Kalma bij het buurdorp Saikla gevoegd. In 1997 werd het weer een zelfstandig dorp.